# 横浜市立生麦中学校
横浜市立生麦中学校（よこはましりつ なまむぎちゅうがっこう）は、神奈川県横浜市鶴見区岸谷二丁目に所在する公立中学校。

## 沿革
- 1947年（昭和22年） - 創立

## 通学区域
生麦中学校の通学区域には以下の区域が指定されている。
- 生麦小学校通学区域
- 岸谷小学校通学区域
- 寺尾小学校通学区域の一部
  - 東寺尾三丁目、四丁目
- 東台小学校通学区域の一部
  - 岸谷三丁目1番、4番から34番7号まで
- 上寺尾小学校通学区域の一部
  - 東寺尾一丁目1番1号から1番7号まで、1番14号から40番まで